# La ciudad es nuestra
La ciudad es nuestra (We Own This City, en idioma original) es una miniserie de drama criminal estadounidense basada en el libro de no ficción del mismo nombre del reportero del Baltimore Sun, Justin Fenton. La miniserie fue desarrollada por George Pelecanos y David Simon y dirigida por Reinaldo Marcus Green. La serie de seis episodios se estrenó en HBO el 25 de abril de 2022. 

## Premisa
La miniserie detalla el ascenso y la caída del Grupo de Trabajo de Rastreo de Armas del Departamento de Policía de Baltimore y la corrupción que lo rodea. La historia se centra en el sargento Wayne Jenkins, uno de los ocho oficiales que fueron condenados por varios cargos de corrupción en 2018 y 2019. Su narrativa no lineal incluye frecuentemente flashbacks.

## Elenco

### Departamento de policía de Baltimore
- Jamie Hector como Sean Suiter, un detective de homicidios del BPD atrapado en el caso GTTF
- Delaney Williams como Kevin Davis, el comisionado de policía del BPD
- Don Harvey como John Sieracki, un oficial del BPD asignado al grupo de trabajo contra la corrupción pública que ayudó al FBI.
- Larry Mitchell como Scott Kilpatrick, un investigador veterano de la Unidad de Narcóticos de la Policía del Condado de Baltimore.
- Jermaine Crawford como Jaquan Dixon, un joven agente de policía de BPD.
- Chris Clanton como Brian Hairston, un oficial del BPD
- Christopher R. Anderson como Dean Palmere, subcomisionado del Departamento de Policía de Baltimore

#### Grupo de Trabajo de Rastreo de Armas (GTTF)
- Jon Bernthal como el sargento Wayne Jenkins, figura central del Grupo de Trabajo de Rastreo de Armas (GTTF) del Departamento de Policía de Baltimore (BPD)
- Josh Charles como Daniel Hersl, un oficial del BPD involucrado en el GTTF
- McKinley Belcher III como Momodu "G Money" Gondo, un veterano del BPD y miembro del GTTF
- Darrell Britt-Gibson como Jemell Rayam, un oficial del BPD involucrado en el GTTF
- Rob Brown como Maurice Ward, un oficial vestido de civil involucrado en el GTTF
- Ham Mukasa como Evodio Hendrix, un oficial del BPD involucrado en el GTTF
- Bobby J. Brown como el sargento Thomas Allers, un oficial del BPD involucrado en el GTTF y predecesor de Jenkins.
- Robert Harley como Marcus Taylor, un oficial del BPD involucrado en el GTTF

### Fuerzas del orden federales
- Wunmi Mosaku como Nicole Steele, una abogada asignada a la División de Derechos Civiles del Departamento de Justicia.
- Dagmara Domińczyk como Erika Jensen, una agente del FBI que investigó el GTTF.
- Ian Duff como Ahmed Jackson, un ex abogado litigante del Departamento de Justicia que ahora trabaja para la Oficina de Derechos Civiles.
- Lucas Van Engen como Leo Wise, el fiscal federal principal asignado al caso GTTF
- Gabrielle Carteris como Andrea Smith, jefa del Grupo de Trabajo de Control de Drogas contra el Crimen Organizado.

### Fuerzas del orden de Maryland
- David Corenswet como David McDougall, un investigador veterano del Grupo de Trabajo sobre Narcóticos del Condado de Harford.
- Treat Williams como Brian Grabler, un detective retirado de Baltimore que ahora enseña en la academia de policía.
- Tray Chaney como Gordon Hawk, una reciente incorporación al Grupo de Trabajo de Narcóticos del Condado de Harford.
- Domenick Lombardozzi como Stephen Brady, el presidente de la Orden Fraternal de Policía de la Ciudad de Baltimore.

### Civiles
- Thaddeus Street como James Otis, un residente de Baltimore y reparador de HVAC
- Nathan E. Corbett como Tariq Touré, un autor y activista comunitario del oeste de Baltimore.
- Paige Carter como Stephanie Rawlings-Blake, la alcaldesa de Baltimore.

## Episodios
| N.º | Título       | Dirigido por          | Escrito por                    | Fecha de lanzamiento original |
| --- | ------------ | --------------------- | ------------------------------ | ----------------------------- |
| 1   | «Part One»   | Reinaldo Marcus Green | George Pelecanos & David Simon | 25 de abril de 2022           |
| 2   | «Part Two»   | Reinaldo Marcus Green | Ed Burns & William F. Zorzi    | 2 de mayo de 2022             |
| 3   | «Part Three» | Reinaldo Marcus Green | D. Watkins                     | 9 de mayo de 2022             |
| 4   | «Part Four»  | Reinaldo Marcus Green | William F. Zorzi & Ed Burns    | 16 de mayo de 2022            |
| 5   | «Part Five»  | Reinaldo Marcus Green | George Pelecanos               | 23 de mayo de 2022            |
| 6   | «Part Six»   | Reinaldo Marcus Green | David Simon                    | 30 de mayo de 2022            |

## Producción
En marzo de 2021, HBO encargó una serie de seis episodios basada en el libro We Own This City: A True Story of Crime, Cops and Corruption del periodista de investigación del Baltimore Sun, Justin Fenton, que será escrito por David Simon y George Pelecanos.

### Rodaje
En mayo de 2021, se confirmó que Reinaldo Marcus Green dirigiría la serie.  Se informó que la producción comenzaría en julio de 2021 y el rodaje se realizaría en Baltimore.  La producción se detuvo temporalmente durante una semana en septiembre de 2021 debido a un "evento COVID-19". 

### Casting
En mayo de 2021, se anunció que Jon Bernthal, Josh Charles y Jamie Hector habían sido elegidos para los papeles principales.  Darrell Britt-Gibson, Rob Brown, McKinley Belcher III, Larry Mitchell y Wunmi Mosaku fueron elegidos en junio.   En agosto se anunciaron varios castings, entre ellos Dagmara Domińczyk, Don Harvey, Delaney Williams, David Corenswet, Ian Duff, Lucas Van Engen, Gabrielle Carteris, Treat Williams y Domenick Lombardozzi.  En septiembre, se anunciaron varios papeles recurrentes e invitados, incluidos Thaddeus Street, Tray Chaney, Chris Clanton, Jermaine Crawford y Nathan E. Corbett. 

## Recepción

### Respuesta crítica
El sitio web agregador de reseñas Rotten Tomatoes informó un índice de aprobación del 93% con una calificación promedio de 8.3/10, basada en 56 reseñas de críticos. El consenso de los críticos del sitio web dice: "Un sucesor espiritual de The Wire con una perspectiva aún más pesimista sobre la aplicación de la ley, We Own This City explora hábilmente a individuos comprometidos para pintar un panorama general de corrupción sistémica".  Metacritic, que utiliza un promedio ponderado, asignó una puntuación de 83 sobre 100 en base a 27 críticos, lo que indica "aclamación universal". 
Andy Greenwald, de The Ringer, dijo que Jon Bernthal ofreció "una de las mejores actuaciones televisivas de este siglo".